# Тетрафосфид трирения
Тетрафосфид трирения — бинарное неорганическое соединение
рения и фосфора
с формулой Re3P4,
кристаллы.

## Получение
- Сплавление стехиометрических количеств чистых веществ:

{\displaystyle {\mathsf {3Re+4P\ {\xrightarrow {1070^{o}C}}\ Re_{3}P_{4}}}}

## Физические свойства
Тетрафосфид трирения образует кристаллы
моноклинной сингонии,
пространственная группа C 2/m,
параметры ячейки a = 1,2179 нм, b = 0,3012 нм, c = 0,6042 нм, β = 114,07°, Z = 2,
структура типа тетраселенида трижелеза Fe3Se4 (или тетрасульфида трихрома Cr3S4)
.